# 주아바나 퀘벡 정부 대표부
주아바나 퀘벡 정부 대표부(프랑스어: Délégation générale du Québec à La Havane, 영어: Quebec Government Office in Havana, 스페인어: Oficina de Québec en La Habana) 또는 주쿠바 퀘벡 정부 대표부는 쿠바 아바나에 위치한 퀘벡 정부 대표부이다. 사무국 지위를 갖고 있으며 쿠바를 관할한다.
주아바나 퀘벡 정부 대표부는 캐나다 퀘벡주와 쿠바 간의 관계 발전에 기여한다. 대표부는 쿠바에서 사업을 원하는 퀘벡주의 기업들과의 연락을 제공하고 쿠바의 경제, 교육, 문화, 과학 분야에서의 교류 및 협력을 지원한다.

## 같이 보기
- 퀘벡 정부 대표부